# Comuna Raiske, Nova Kahovka
Raiske (în ucraineană Райське) este o comună în orașul regional Nova Kahovka, regiunea Herson, Ucraina, formată din satele Maslivka (reședința) și Obrîvka.

## Demografie
Componența lingvistică a comunei Raiske
     Ucraineană (82,91%)
     Rusă (16,49%)
     Alte limbi (0,47%)
Conform recensământului din 2001, majoritatea populației comunei Raiske era vorbitoare de ucraineană (82,91%), existând în minoritate și vorbitori de rusă (16,49%).